# Washington Redskins 1940
La stagione 1940 dei Washington Redskins è stata la nona della franchigia nella National Football League e la terza a Washington. Sotto la direzione del capo-allenatore Ray Flaherty la squadra ebbe un record di 9-2, terminando prima nella NFL Eastern e qualificandosi per la finale di campionato. Lì fu sconfitta dai Chicago Bears per 73-0, il divario più largo della storia del football professionistico.

## Calendario
| Stagione regolare |                    |                        |                    |                    |                    |                    |                    |
| Turno             | Data               | Avversario             | Risultato          | Record             | Stadio             | Pubblico           | Sintesi            |
| 1                 | Settimana di pausa | Settimana di pausa     | Settimana di pausa | Settimana di pausa | Settimana di pausa | Settimana di pausa | Settimana di pausa |
| 2                 | 15 settembre       | Brooklyn Dodgers       | V 24–17            | 1–0                | Griffith Stadium   | 32,763             | Recap              |
| 3                 | 22 settembre       | New York Giants        | V 21–7             | 2–0                | Griffith Stadium   | 34,712             | Recap              |
| 4                 | Settimana di pausa | Settimana di pausa     | Settimana di pausa | Settimana di pausa | Settimana di pausa | Settimana di pausa | Settimana di pausa |
| 5                 | 6 ottobre          | at Pittsburgh Steelers | V 40–10            | 3–0                | Forbes Field       | 25,213             | Recap              |
| 6                 | 13 ottobre         | Chicago Cardinals      | V 28–21            | 4–0                | Griffith Stadium   | 33,691             | Recap              |
| 7                 | 20 ottobre         | at Philadelphia Eagles | V 34–17            | 5–0                | Shibe Park         | 26,083             | Recap              |
| 8                 | 27 ottobre         | at Detroit Lions       | V 20–14            | 6–0                | Briggs Stadium     | 28,090             | Recap              |
| 9                 | 3 novembre         | Pittsburgh Steelers    | V 37–10            | 7–0                | Griffith Stadium   | 31,204             | Recap              |
| 10                | 10 novembre        | at Brooklyn Dodgers    | S 14–16            | 7–1                | Ebbets Field       | 33,846             | Recap              |
| 11                | 17 novembre        | Chicago Bears          | V 7–3              | 8–1                | Griffith Stadium   | 35,231             | Recap              |
| 12                | 24 novembre        | at New York Giants     | S 7–21             | 8–2                | Polo Grounds       | 46,439             | Recap              |
| 13                | 1º dicembre        | Philadelphia Eagles    | V 13–6             | 9–2                | Griffith Stadium   | 25,838             | Recap              |

Nota: gli avversari della propria division sono in grassetto.

### Playoff
| Playoff |            |               |           |                  |          |         |
| Turno   | Data       | Avversario    | Risultato | Stadio           | Pubblico | Sintesi |
| Finale  | 8 dicembre | Chicago Bears | S 0–73    | Griffith Stadium | 36,034   | Recap   |

## Classifiche
| NFL Eastern         |   |    |   |      |       |     |     |     |
|                     | V | S  | P | %    | DIV   | PF  | PS  | STR |
| Washington Redskins | 9 | 2  | 0 | .818 | 6–2   | 245 | 142 | V1  |
| Brooklyn Dodgers    | 8 | 3  | 0 | .727 | 6–2   | 186 | 120 | V4  |
| New York Giants     | 6 | 4  | 1 | .600 | 5–2–1 | 131 | 133 | S1  |
| Pittsburgh Steelers | 2 | 7  | 2 | .222 | 1–6–1 | 60  | 178 | S1  |
| Philadelphia Eagles | 1 | 10 | 0 | .091 | 1–7   | 111 | 211 | S1  |

Note: I pareggi non venivano conteggiati ai fini della classifica fino al 1972.